# Gutierrezia solbrigii
Gutierrezia solbrigii là một loài thực vật có hoa trong họ Cúc. Loài này được Cabrera mô tả khoa học đầu tiên năm 1971.